# Schistocerca rubiginosa
Schistocerca rubiginosa es una especie de saltamontes perteneciente a la familia Acrididae. Se encuentra tanto en América del Norte como en América del Sur.